# Mesodorylaimus incae
Mesodorylaimus incae är en rundmaskart. Mesodorylaimus incae ingår i släktet Mesodorylaimus och familjen Dorylaimidae. Inga underarter finns listade i Catalogue of Life.